# Hokuriku-Shinkansen
| Zug der Baureihe W7 zwischen den Bahnhöfen Shin-Takaoka und Kanazawa |                      |                                               |                                               |
| |                      |                                               |                                               |
| Streckenlänge: | 491,1 km             |                                               |                                               |
| Spurweite: | 1435 mm (Normalspur) |                                               |                                               |
| Stromsystem: | 25 kV 50/60 Hz ~     |                                               |                                               |
| Streckengeschwindigkeit: | 260 km/h             |                                               |                                               |
| |                      |                                               |                                               |
| \| \| \| ↑JR East: Jōetsu-Shinkansen / Takasaki-Linie \| \| \| \| 0,0 \| Takasaki (高崎駅) \| Takasaki (高崎駅) \| \| \| \| ←JR East: Jōetsu-Linie/ ↓Shin’etsu-Hauptlinie \| \| \| \| \| ←JR East: Jōetsu-Shinkansen \| \| \| \| \| Satomi Tunnel (2.550 m) \| \| \| \| 18,5 \| Annaka-Haruna (安中榛名駅) \| Annaka-Haruna (安中榛名駅) \| \| \| \| Akima Tunnel (8.295 m) \| \| \| \| \| Ichinose Tunnel (6.165 m) / Yokokawa (横川駅) \| \| \| \| \| \| \| \| \| \| Usui-Pass Tunnel (6.110 m) \| \| \| \| \| Usui-Pass \| \| \| \| \| \| \| \| \| 41,8 \| Karuizawa (軽井沢駅) \| Karuizawa (軽井沢駅) \| \| \| \| ↓Shinano Eisenbahn: Shinano-Linie \| \| \| \| \| Kariyado Tunnel \| \| \| \| \| Odai Tunnel (2.690 m) \| \| \| \| 59,4 \| Sakudaira (佐久平駅) ←JR East: Koumi-Linie→ \| Sakudaira (佐久平駅) ←JR East: Koumi-Linie→ \| \| \| \| Chikuma (Fluss) / Komoro (小諸駅) \| \| \| \| \| Mimakihara Tunnel (6.980 m) \| \| \| \| \| Yaehara Tunnel (5.718 m) \| \| \| \| \| Maruko Tunnel (2.318 m) \| \| \| \| \| Chikuma (Fluss) \| \| \| \| \| \| \| \| \| 84,2 \| Ueda (上田駅) \| Ueda (上田駅) \| \| \| \| Gorigamine Tunnel (15.175 m) \| \| \| \| \| \| \| \| \| \| \| \| \| \| \| Chikuma (Fluss) \| \| \| \| \| ↑Shinano Tesudo: Shinano-Linie \| \| \| \| \| →JR East: Shinonoi-Linie \| \| \| \| \| Shinonoi (篠ノ井駅) \| \| \| \| \| ↓JR East: Shin'etsu-Hauptlinie \| \| \| \| \| Sai (Fluss) \| \| \| \| 117,4 \| Nagano (長野駅) \| Nagano (長野駅) \| \| \| \| \| \| \| \| \| \| \| \| \| \| \| \| \| \| \| Shinkansen-Betriebswerk Nagano \| \| \| \| \| \| \| \| \| \| Toyono / ↓JR East: Iiyama-Linie \| \| \| \| \| Shin’etsu-Hauptlinie→ \| \| \| \| 147,3 \| Iiyama (飯山駅) \| Iiyama (飯山駅) \| \| \| \| ←Iiyama-Linie \| \| \| \| \| Iiyama Tunnel (22.225 m) \| \| \| \| \| Shin’etsu-Hauptlinie→ \| \| \| \| 176,9 \| Jōetsumyōkō (上越妙高) \| Jōetsumyōkō (上越妙高) \| \| \| \| \| \| \| \| 213,9 \| Itoigawa (糸魚川駅) \| Itoigawa (糸魚川駅) \| \| \| \| JR East: Ōito-Linie→ \| \| \| \| \| \| \| \| \| \| Toyama Chihō Tetsudō-Hauptlinie→ \| \| \| \| \| \| \| \| \| \| \| \| \| \| 253,1 \| Kurobe-Unazukionsen (黒部宇奈月温泉) \| Kurobe-Unazukionsen (黒部宇奈月温泉) \| \| \| \| \| \| \| \| \| Toyama Chihō Tetsudō-Hauptlinie→ \| \| \| \| \| JR Central: Takayama-Hauptlinie→ \| \| \| \| 286,9 \| Toyama (富山駅) \| Toyama (富山駅) \| \| \| \| Takayama-Hauptlinie→ \| \| \| \| \| \| \| \| \| \| ←JR West: Jōhana-Linie \| \| \| \| \| \| \| \| \| \| \| \| \| \| 305,8 \| Shin-Takaoka (新高岡駅) \| Shin-Takaoka (新高岡駅) \| \| \| \| \| \| \| \| \| \| \| \| \| \| Jōhana-Linie→ \| \| \| \| 345,5 \| Kanazawa (金沢駅) \| Kanazawa (金沢駅) \| \| \| \| Hokuriku Tetsudō: Hokutetsu Asanogawa-Linie→ \| \| \| \| \| Shinkansen-Betriebswerk Hakusan \| \| \| \| \| ↓Hokuriku-Hauptlinie \| \| \| \| \| ↓3. Bauabschnitt Hokuriku-Shinkansen \| \| |                      |                                               |                                               |
| Strecke nach links · Kreuzung · Strecke von rechts |                      | ↑JR East: Jōetsu-Shinkansen / Takasaki-Linie  | ↑JR East: Jōetsu-Shinkansen / Takasaki-Linie  |
| Bahnhof · Bahnhof | 0,0                  | Takasaki (高崎駅)                             | Takasaki (高崎駅)                             |
| Strecke quer · Kreuzung · Abzweig geradeaus und nach rechts |                      | ←JR East: Jōetsu-Linie/ ↓Shin’etsu-Hauptlinie | ←JR East: Jōetsu-Linie/ ↓Shin’etsu-Hauptlinie |
| Strecke quer · Abzweig geradeaus und nach rechts · Strecke |                      | ←JR East: Jōetsu-Shinkansen                   | ←JR East: Jōetsu-Shinkansen                   |
| Tunnel · Strecke |                      | Satomi Tunnel (2.550 m)                       | Satomi Tunnel (2.550 m)                       |
| Bahnhof · Strecke | 18,5                 | Annaka-Haruna (安中榛名駅)                    | Annaka-Haruna (安中榛名駅)                    |
| Tunnel · Strecke |                      | Akima Tunnel (8.295 m)                        | Akima Tunnel (8.295 m)                        |
| Tunnel · Haltepunkt / Haltestelle Strecke ab hier außer Betrieb |                      | Ichinose Tunnel (6.165 m) / Yokokawa (横川駅) | Ichinose Tunnel (6.165 m) / Yokokawa (横川駅) |
| Tunnelanfang · Strecke (außer Betrieb) |                      |                                               |                                               |
| Strecke (im Tunnel) · Strecke (außer Betrieb) |                      | Usui-Pass Tunnel (6.110 m)                    | Usui-Pass Tunnel (6.110 m)                    |
| Strecke von links (außer Betrieb) · Kreuzung (Querstrecke außer Betrieb) (im Tunnel) · Strecke nach rechts (außer Betrieb) |                      | Usui-Pass                                     | Usui-Pass                                     |
| Strecke (außer Betrieb) · Tunnelende |                      |                                               |                                               |
| Kopfbahnhof Strecke bis hier außer Betrieb · Bahnhof | 41,8                 | Karuizawa (軽井沢駅)                          | Karuizawa (軽井沢駅)                          |
| Strecke · Strecke |                      | ↓Shinano Eisenbahn: Shinano-Linie             | ↓Shinano Eisenbahn: Shinano-Linie             |
| Strecke · Tunnel |                      | Kariyado Tunnel                               | Kariyado Tunnel                               |
| Strecke · Tunnel |                      | Odai Tunnel (2.690 m)                         | Odai Tunnel (2.690 m)                         |
| Abzweig geradeaus und von links · Turmbahnhof geradeaus unten · Strecke quer | 59,4                 | Sakudaira (佐久平駅) ←JR East: Koumi-Linie→   | Sakudaira (佐久平駅) ←JR East: Koumi-Linie→   |
| Haltepunkt / Haltestelle · Brücke über Wasserlauf |                      | Chikuma (Fluss) / Komoro (小諸駅)             | Chikuma (Fluss) / Komoro (小諸駅)             |
| Strecke · Tunnel |                      | Mimakihara Tunnel (6.980 m)                   | Mimakihara Tunnel (6.980 m)                   |
| Strecke · Tunnel |                      | Yaehara Tunnel (5.718 m)                      | Yaehara Tunnel (5.718 m)                      |
| Strecke · Tunnel |                      | Maruko Tunnel (2.318 m)                       | Maruko Tunnel (2.318 m)                       |
| Strecke · Strecke unter Wasserlauf |                      | Chikuma (Fluss)                               | Chikuma (Fluss)                               |
| Strecke nach links · Kreuzung · Strecke von rechts |                      |                                               |                                               |
| Bahnhof · Bahnhof | 84,2                 | Ueda (上田駅)                                 | Ueda (上田駅)                                 |
| Tunnelanfang · Strecke |                      | Gorigamine Tunnel (15.175 m)                  | Gorigamine Tunnel (15.175 m)                  |
| Tunnelende · Strecke |                      |                                               |                                               |
| Strecke von links · Kreuzung · Strecke nach rechts |                      |                                               |                                               |
| Brücke über Wasserlauf · Strecke unter Wasserlauf |                      | Chikuma (Fluss)                               | Chikuma (Fluss)                               |
| Strecke nach links · Kreuzung · Strecke von rechts |                      | ↑Shinano Tesudo: Shinano-Linie                | ↑Shinano Tesudo: Shinano-Linie                |
| Strecke · Abzweig geradeaus und von links |                      | →JR East: Shinonoi-Linie                      | →JR East: Shinonoi-Linie                      |
| Strecke · Haltepunkt / Haltestelle |                      | Shinonoi (篠ノ井駅)                           | Shinonoi (篠ノ井駅)                           |
| Strecke · Strecke |                      | ↓JR East: Shin'etsu-Hauptlinie                | ↓JR East: Shin'etsu-Hauptlinie                |
| Strecke unter Wasserlauf · Brücke über Wasserlauf |                      | Sai (Fluss)                                   | Sai (Fluss)                                   |
| Bahnhof · Bahnhof | 117,4                | Nagano (長野駅)                               | Nagano (長野駅)                               |
| Strecke von links · Kreuzung · Strecke nach rechts |                      |                                               |                                               |
| Strecke nach links · Kreuzung · Strecke von rechts |                      |                                               |                                               |
| Strecke von links · Abzweig geradeaus und nach rechts · Strecke |                      |                                               |                                               |
| Dienststation / Betriebs- oder Güterbahnhof · Strecke · Strecke |                      | Shinkansen-Betriebswerk Nagano                | Shinkansen-Betriebswerk Nagano                |
| Strecke nach links · Abzweig geradeaus und von rechts · Strecke |                      |                                               |                                               |
| Strecke · Haltepunkt / Haltestelle |                      | Toyono / ↓JR East: Iiyama-Linie               | Toyono / ↓JR East: Iiyama-Linie               |
| Strecke unter Wasserlauf · Abzweig geradeaus und nach links |                      | Shin’etsu-Hauptlinie→                         | Shin’etsu-Hauptlinie→                         |
| Bahnhof · Bahnhof | 147,3                | Iiyama (飯山駅)                               | Iiyama (飯山駅)                               |
| Strecke quer · Kreuzung geradeaus oben · Strecke nach rechts |                      | ←Iiyama-Linie                                 | ←Iiyama-Linie                                 |
| Tunnel |                      | Iiyama Tunnel (22.225 m)                      | Iiyama Tunnel (22.225 m)                      |
| Strecke von links · Kreuzung geradeaus oben · Strecke quer |                      | Shin’etsu-Hauptlinie→                         | Shin’etsu-Hauptlinie→                         |
| Bahnhof · Bahnhof | 176,9                | Jōetsumyōkō (上越妙高)                        | Jōetsumyōkō (上越妙高)                        |
| Tunnel · Tunnel |                      |                                               |                                               |
| Bahnhof · Bahnhof | 213,9                | Itoigawa (糸魚川駅)                           | Itoigawa (糸魚川駅)                           |
| Abzweig geradeaus und nach links · Kreuzung geradeaus oben · Strecke quer |                      | JR East: Ōito-Linie→                          | JR East: Ōito-Linie→                          |
| Strecke nach halblinks · Strecke nach halbrechts |                      |                                               |                                               |
| Strecke von halblinks · Strecke von halbrechts · Strecke von links |                      | Toyama Chihō Tetsudō-Hauptlinie→              | Toyama Chihō Tetsudō-Hauptlinie→              |
| Strecke · Strecke nach halblinks · Strecke nach halbrechts |                      |                                               |                                               |
| Strecke · Strecke von halblinks · Strecke von halbrechts |                      |                                               |                                               |
| Bahnhof · Bahnhof · Strecke | 253,1                | Kurobe-Unazukionsen (黒部宇奈月温泉)          | Kurobe-Unazukionsen (黒部宇奈月温泉)          |
| Strecke · Abzweig geradeaus und von links · Strecke nach rechts |                      |                                               |                                               |
| Strecke · Abzweig geradeaus und nach links · Strecke quer |                      | Toyama Chihō Tetsudō-Hauptlinie→              | Toyama Chihō Tetsudō-Hauptlinie→              |
| Strecke · Strecke · Strecke von links |                      | JR Central: Takayama-Hauptlinie→              | JR Central: Takayama-Hauptlinie→              |
| Bahnhof · Bahnhof · Bahnhof | 286,9                | Toyama (富山駅)                               | Toyama (富山駅)                               |
| Strecke · Strecke · Strecke nach links |                      | Takayama-Hauptlinie→                          | Takayama-Hauptlinie→                          |
| Strecke nach links · Kreuzung geradeaus unten · Strecke von rechts |                      |                                               |                                               |
| Strecke von rechts · Strecke · Strecke |                      | ←JR West: Jōhana-Linie                        | ←JR West: Jōhana-Linie                        |
| Strecke nach halblinks · Strecke nach halbrechts · Strecke |                      |                                               |                                               |
| Strecke von halblinks · Strecke von halbrechts · Strecke |                      |                                               |                                               |
| Strecke · Bahnhof · Bahnhof | 305,8                | Shin-Takaoka (新高岡駅)                       | Shin-Takaoka (新高岡駅)                       |
| Strecke · Strecke nach halblinks · Strecke nach halbrechts |                      |                                               |                                               |
| Strecke · Strecke von halblinks · Strecke von halbrechts |                      |                                               |                                               |
| Strecke · Strecke · Strecke nach links |                      | Jōhana-Linie→                                 | Jōhana-Linie→                                 |
| Bahnhof · Bahnhof · Kopfbahnhof Streckenanfang | 345,5                | Kanazawa (金沢駅)                             | Kanazawa (金沢駅)                             |
| Strecke · Strecke · Strecke nach links |                      | Hokuriku Tetsudō: Hokutetsu Asanogawa-Linie→  | Hokuriku Tetsudō: Hokutetsu Asanogawa-Linie→  |
| Strecke · Abzweig geradeaus und nach links · Betriebs-/Güterbahnhof Streckenende und quer |                      | Shinkansen-Betriebswerk Hakusan               | Shinkansen-Betriebswerk Hakusan               |
| Strecke · Strecke |                      | ↓Hokuriku-Hauptlinie                          | ↓Hokuriku-Hauptlinie                          |
| Strecke · Strecke |                      | ↓3. Bauabschnitt Hokuriku-Shinkansen          | ↓3. Bauabschnitt Hokuriku-Shinkansen          |

Die Hokuriku-Shinkansen (jap. 北陸新幹線) ist eine in Teilstücken seit 1997 in Betrieb befindliche japanische Hochgeschwindigkeitsstrecke zwischen Takasaki und Osaka. Das erste fertiggestellte Teilstück der Hokuriku-Shinkansen verkehrte zwischen Tokio und Nagano und war daher auch unter dem Namen Nagano-Shinkansen (jap. 長野新幹線) bekannt. Seit März 2015 verkehren Züge durchgehend über Nagano und Toyama bis nach Kanazawa. Die Verbindung über Fukui nach Tsuruga wurde am 16. März 2024 eröffnet. Der sich anschließende Bauabschnitt über Obama bis nach Osaka soll nach 2030 realisiert werden. 
Zwischen Tokio und Jōetsumyōkō wird die Linie von JR Higashi-Nihon (engl. JR East) und von Jōetsumyōkō bis Osaka durch die JR Nishi-Nihon (engl. JR West) betrieben.

## Geschichte
Der Bau der Hokuriku-Shinkansen wurde 1973 im Nationwide Shinkansen Railway Development Act (Englische Übersetzung von Zenkoku shinkansen tetsudō seibi-hō) beschlossen. In diesem Gesetz wurde der Bau von fünf weiteren Shinkansen-Strecken beschlossen, so auch die Hokkaidō-Shinkansen, die Verlängerung der Tōhoku-Shinkansen und beide Ausbaustufen der Kyūshū-Shinkansen. Nach der Privatisierung der Japanischen Staatsbahn im Jahr 1987, beschloss die damalige Regierung, dass der Bau der Hokuriku-Shinkansen zwischen Takasaki und Kanazawa Priorität haben sollte. Nachdem 1991 die Wahl des Austragungsorts für die Olympischen Winterspiele 1998 auf Nagano gefallen war, wurde diese erste Ausbaustufe der Hokuriku-Shinkansen wiederum in zwei Abschnitte unterteilt: Der erste Abschnitt zwischen Takasaki und Nagano wurde 1997 fristgerecht zu den Olympischen Spielen fertiggestellt und wird seither als Nagano-Shinkansen betrieben. Für die Nagano-Shinkansen wurde die Baureihe E2 entwickelt, die seither im Einsatz ist. Zu den Olympischen Spielen wurden einige Kurse der Asama-Verbindung mit der für diesen Zweck speziell umgerüsteten Garnitur F80 der Baureihe 200 betrieben.

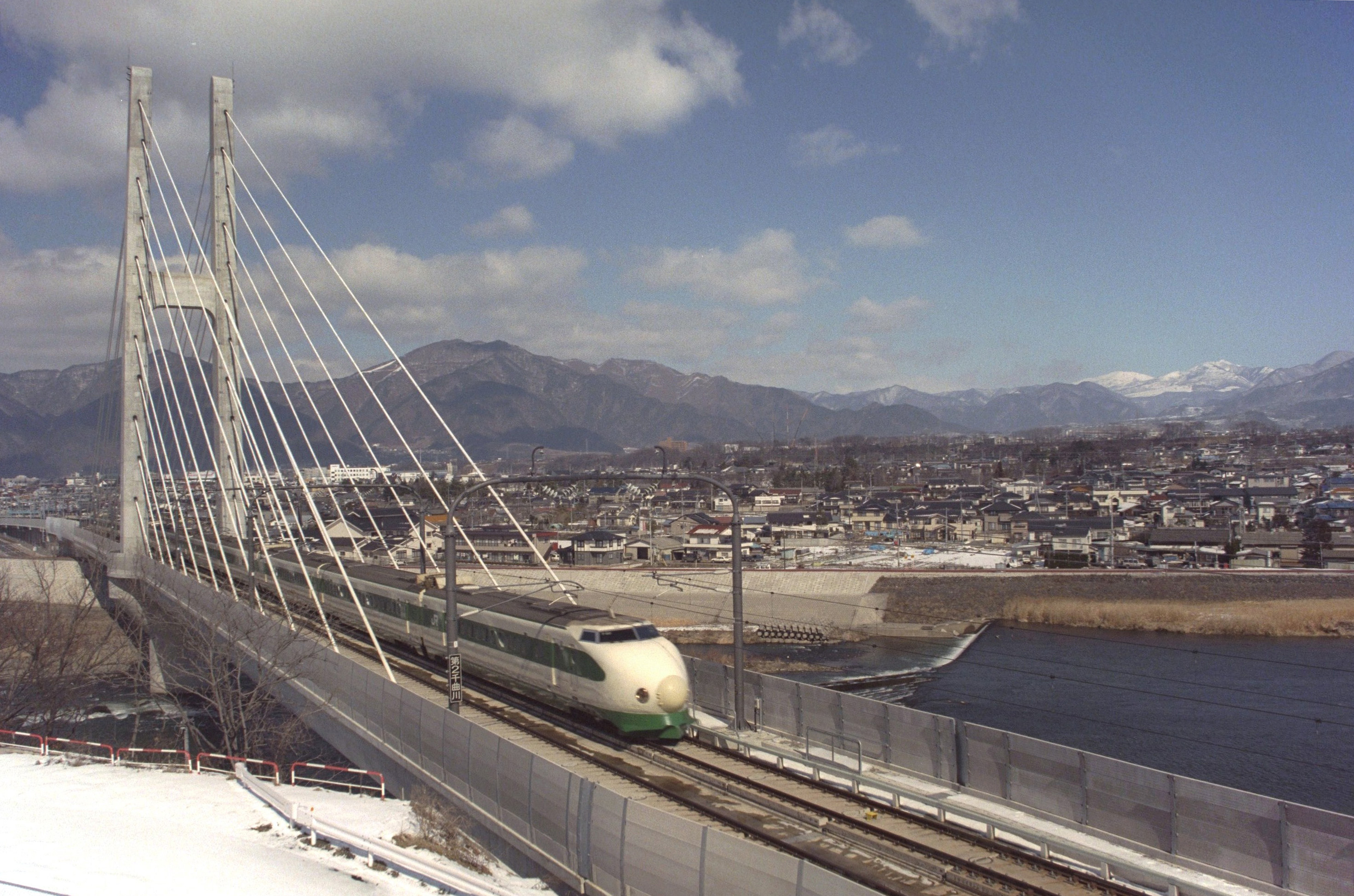
Zug der Baureihe 200 als Asama-Verbindung im Jahr 1998

Mit der Eröffnung des ersten Bauabschnitts konnte die Fahrzeit zwischen Tokio und Nagano gegenüber den zuvor auf der Shin’etsu-Hauptlinie angebotenen Verbindungen von circa 2 Stunden 50 Minuten auf bis zu 79 Minuten (abhängig von Anzahl an Unterwegshalten der jeweiligen Verbindung) verkürzt werden. Mit der Eröffnung der Nagano-Shinkansen wurde die Shin’etsu-Hauptlinie zwischen Yokokawa und Karuizawa stillgelegt; den Abschnitt zwischen Nagano und Karuizawa übernahm später die Shinano-Tetsudō.
Im Frühjahr 1998 beschloss die japanische Regierung die Verlängerung der Strecke von Nagano nach Jōetsu, im Jahr 2002 folgte die Bewilligung der Finanzierung für den Bau bis Toyama und 2005 wurde der Bau bis Kanazawa beschlossen.
Der Bau des zweiten Bauabschnitts zwischen Nagano und Kanazawa wurde mit der zeremoniellen Festziehung der letzten Schienenschraube am Bahnhof Toyama am 24. Mai 2014 fertiggestellt. Einzelne Teilabschnitte wurden bereits im Zuge des Baus der Nagano-Shinkansen gebaut, ein entscheidender Meilenstein war allerdings die Fertigstellung des 22,2 km langen Iiyama-Tunnels im Jahr 2007. Die vollständige Inbetriebnahme erfolgte am 14. März 2015.
Der Bau des dritten Streckenabschnitts bis Tsugura wurde 2012 begonnen. Der Abschnitt sollte ursprünglich im Fiskaljahr 2022 in Betrieb genommen werden. Im März 2021 gab das Ministerium für Land, Infrastruktur, Verkehr und Tourismus bekannt, dass die Eröffnung um rund 1,5 Jahre auf das Frühjahr 2024 verschoben wird. Im August 2023 wurde der 16. März 2024 als Termin der Inbetriebnahme bekanntgegeben, der letztlich hielt.

## Verbindungen
Wie bei der Mehrzahl der Shinkansen-Strecken werden die meisten angebotenen Verbindungen nach Tokio durchgebunden. Im Falle der Hokuriku-Shinkansen verkehren die Züge dazu ab Takasaki über die Jōetsu- und Tōhoku-Shinkansen bis zum Bahnhof Tokio. Die älteste Verbindung der Hokuriku-Shinkansen ist die Asama-Verbindung (あさま, dt. „Vulkan Asama“), die seit der Eröffnung des ersten, zwischenzeitlich „Nagano-Shinkansen“ genannten Bauabschnitts von Tokio nach Nagano angeboten wird.
Am 10. Oktober 2013 gaben JR East und JR West bekannt, dass nach Fertigstellung des zweiten Bauabschnitts zusätzlich zu den 16 Zugpaaren pro Tag der Asama-Verbindung folgende drei weitere Verbindungen auf der Hokuriku-Shinkansen angeboten werden sollen:
- Kagayaki (かがやき, dt. „Glanz“): Expressverbindung zwischen Tokio und Kanazawa; 10 Zugpaare pro Tag; Fahrzeit 2 Stunden 28 Minuten
- Hakutaka (はくたか, dt. „Schneebussard“): Verbindung zwischen Tokio und Kanazawa bzw. Tsuruga, die an allen Bahnhöfen hält; 14 Zugpaare pro Tag
- Tsurugi (つるぎ, nach dem Berg Tsurugi-dake in der Präfektur Toyama): Shuttle-Verbindung zwischen Toyama und Kanazawa; 18 Zugpaare pro Tag; Fahrzeit 23 Minuten

## Fahrzeugeinsatz

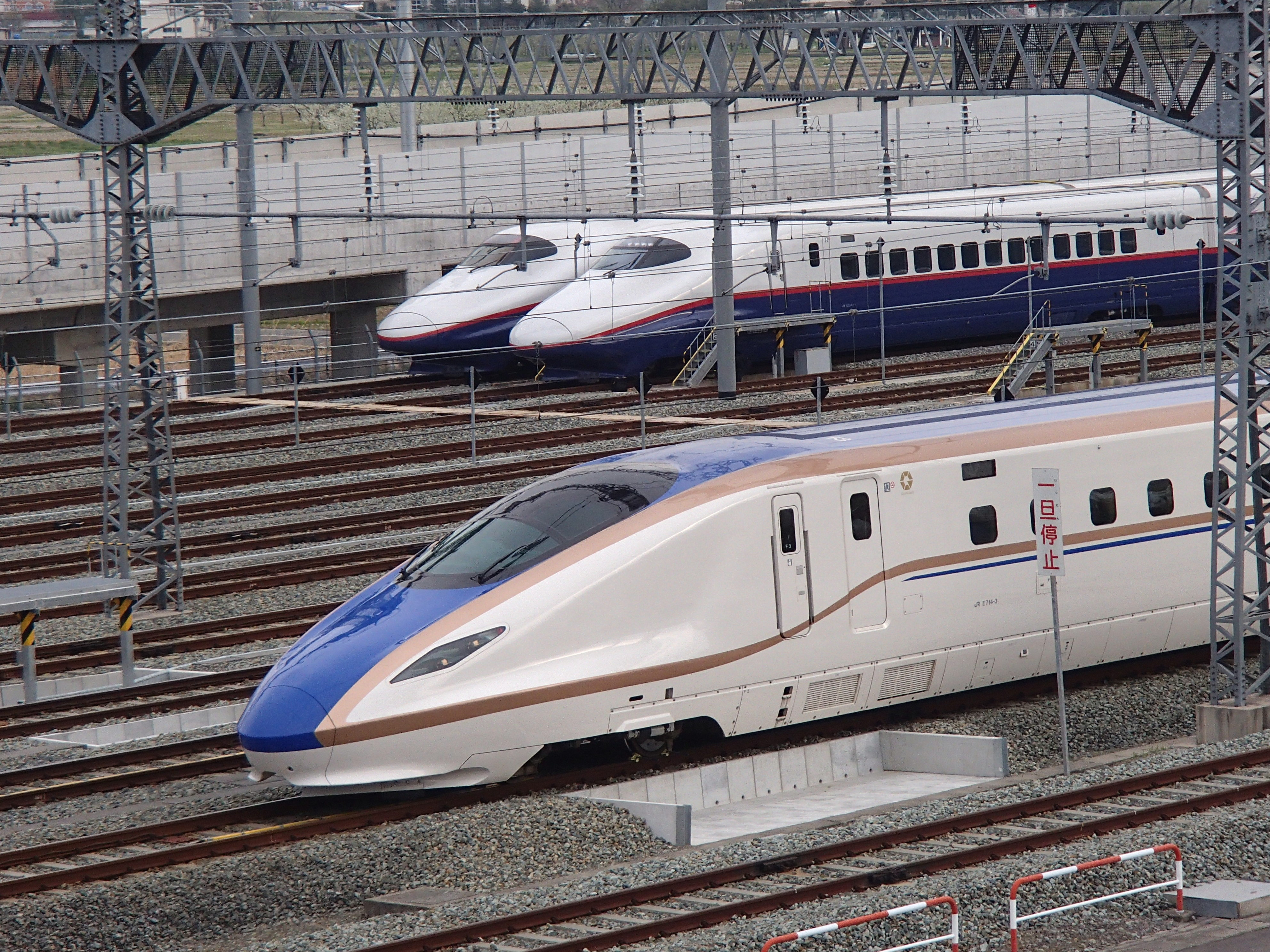
Züge der Baureihen E2 und E7

Zur Eröffnung des ersten Bauabschnitts („Nagano-Shinkansen“) wurden neue Fahrzeuge der Baureihe E2, pro Garnitur bestehend aus acht Wagen beschafft. Diese wurde speziell für die Anforderungen an die gebirgige und schneereiche Strecke nach Nagano entwickelt. Nach rund 15 Jahren Einsatzzeit werden die Fahrzeuge seit Ende 2013 sukzessive einer Generalüberholung unterzogen, um sie weitere Jahre einsetzen zu können.
Seit März 2014 werden auf der Asama-Verbindung auch Fahrzeuge der anlässlich des zweiten Bauabschnitts entwickelten Baureihe E7 eingesetzt. Da das Leistungsprofil der Baureihe E7 dem der Baureihe E2 entspricht, können beide Fahrzeugtypen gemischt eingesetzt werden. Seit Eröffnung des zweiten Bauabschnitts bis Kanazawa kommen auch die von JR West beschafften Neufahrzeuge der Baureihe W7 zum Einsatz. Die neuen Triebzüge werden aus 12 Wagen gebildet, so dass die Platzkapazität gegenüber der Baureihe E2 deutlich steigt.

## Streckenverlauf
| Bahnhöfe                                                                                | Japanisch      | Entfernung von Takasaki (km) | Bedient von (ab 2015) | Bedient von (ab 2015) | Bedient von (ab 2015) | Bedient von (ab 2015) | Umsteigemöglichkeiten | Ort       | Ort                |
| Bahnhöfe                                                                                | Japanisch      | Entfernung von Takasaki (km) | Asama                 | Kagayaki              | Hakutaka              | Tsurugi               | Umsteigemöglichkeiten | Ort       | Ort                |
| --------------------------------------------------------------------------------------- | -------------- | ---------------------------- | --------------------- | --------------------- | --------------------- | --------------------- | --- | --------- | ------------------ |
| Tōhoku-Shinkansen                                                                       |                |                              |                       |                       |                       |                       | |           |                    |
| Tokio                                                                                   | 東京           | −108,6                       | ●                     | ●                     | ●                     | ｜                    | Tōhoku-Shinkansen, Akita-Shinkansen, Yamagata-Shinkansen, Jōetsu-Shinkansen, Tōkaidō-Shinkansen, Tōkaidō-Hauptlinie, Keihin-Tōhoku-Linie, Yamanote-Linie, Keiyō-Linie, Sōbu-Hauptlinie, Yokosuka-Linie, Chūō-Hauptlinie, Tōkyō Metro: Marunouchi-Linie | Chiyoda   | Präfektur Tokio    |
| Ueno                                                                                    | 上野           | −105,0                       | ●                     | ◦                     | ●                     | ｜                    | Tōhoku-Shinkansen, Akita-Shinkansen, Yamagata-Shinkansen, Jōetsu-Shinkansen, Tōhoku-Hauptlinie, Takasaki-Linie, Jōban-Linie, Keihin-Tōhoku-Linie, Yamanote-Linie, Tōkyō Metro: Ginza-Linie                                                             | Taitō     | Präfektur Tokio    |
| Jōetsu-Shinkansen                                                                       |                |                              |                       |                       |                       |                       | |           |                    |
| Ōmiya                                                                                   | 大宮           | −77,3                        | ●                     | ●                     | ●                     | ｜                    | Tōhoku-Shinkansen, Akita-Shinkansen, Yamagata-Shinkansen, Jōetsu-Shinkansen, Tōhoku-Hauptlinie, Takasaki-Linie, Keihin-Tōhoku-Linie, Saikyō-Linie, Tōbu Tetsudō: Tōbu-Noda-Linie                                                                       | Saitama   | Präfektur Saitama  |
| Kumagaya                                                                                | 熊谷           | −40,7                        | ◦                     | ｜                    | ｜                    | ｜                    | Jōetsu-Shinkansen, Takasaki-Linie, Chichibu-Eisenbahn: Chichibu-Hauptlinie | Kumagaya  | Präfektur Saitama  |
| Honjō-Waseda                                                                            | 本庄早稲田     | −19,6                        | ◦                     | ｜                    | ｜                    | ｜                    | Jōetsu-Shinkansen | Honjō     | Präfektur Saitama  |
| Hokuriku-Shinkansen, 1. Bauabschnitt ("Nagano-Shinkansen")                              |                |                              |                       |                       |                       |                       | |           |                    |
| Takasaki                                                                                | 高崎           | 0,0                          | ●                     | ｜                    | ◦                     | ｜                    | Jōetsu-Shinkansen, Takasaki-Linie, Jōetsu-Linie, Shin’etsu-Hauptlinie, Ryōmō-Linie, Hachikō-Linie | Takasaki  | Präfektur Gunma    |
| Annaka-Haruna                                                                           | 安中榛名       | 18,5                         | ◦                     | ｜                    | ◦                     | ｜                    | | Annaka    | Präfektur Gunma    |
| Karuizawa                                                                               | 軽井沢         | 41,8                         | ●                     | ｜                    | ◦                     | ｜                    | Shinano Tetsudo: Shinano-Linie | Karuizawa | Präfektur Nagano   |
| Sakudaira                                                                               | 佐久平         | 59,4                         | ●                     | ｜                    | ◦                     | ｜                    | Koumi-Linie | Saku      | Präfektur Nagano   |
| Ueda                                                                                    | 上田           | 84,2                         | ●                     | ｜                    | ◦                     | ｜                    | Shinano Tetsudo: Shinano-Linie, Ueda Dentetsu: Bessho-Line | Ueda      | Präfektur Nagano   |
| Nagano                                                                                  | 長野           | 117,4                        | ●                     | ●                     | ●                     | ｜                    | Shin'etsu-Hauptlinie, Shinonoi-Linie, Iiyama-Linie, Shinano Tetsudo: Shinano-Linie, Nagano Dentetsu: Nagano-Line | Nagano    | Präfektur Nagano   |
| Hokuriku-Shinkansen, 2. Bauabschnitt; Inbetriebnahme am 14. März 2015                   |                |                              |                       |                       |                       |                       | |           |                    |
| Iiyama                                                                                  | 飯山           | 147,3                        | ｜                    | ｜                    | ●                     | ｜                    | Iiyama-Linie | Iiyama    | Präfektur Nagano   |
| Jōetsumyōkō                                                                             | 上越妙高       | 206,9                        | ｜                    | ｜                    | ●                     | ｜                    | Echigo Tokimeki Tetsudō: Myōkō Haneuma-Linie | Jōetsu    | Präfektur Niigata  |
| Itoigawa                                                                                | 糸魚川         | 243,9                        | ｜                    | ｜                    | ●                     | ｜                    | Hokuriku-Hauptlinie, Ōito-Linie | Itoigawa  | Präfektur Niigata  |
| Kurobe-Unazukionsen                                                                     | 黒部宇奈月温泉 | 283,1                        | ｜                    | ｜                    | ●                     | ｜                    | Toyama Chihō Tetsudō-Hauptlinie (neuer, zusätzlicher Halt am Shinkansen-Bahnhof) | Kurobe    | Präfektur Toyama   |
| Toyama                                                                                  | 富山           | 316,9                        | ｜                    | ●                     | ●                     | ●                     | Hokuriku-Hauptlinie, Takayama-Hauptlinie, Straßenbahnlinien | Toyama    | Präfektur Toyama   |
| Shin-Takaoka                                                                            | 新高岡         | 335,8                        | ｜                    | ｜                    | ●                     | ●                     | Jōhana-Linie (neuer, zusätzlicher Halt am Shinkansen-Bahnhof) | Takaoka   | Präfektur Toyama   |
| Kanazawa                                                                                | 金沢           | 375,4                        | ｜                    | ●                     | ●                     | ●                     | Hokutetsu Asanogawa-Linie, Hokuriku-Hauptlinie | Kanazawa  | Präfektur Ishikawa |
| Hokuriku-Shinkansen, 3. Bauabschnitt; Inbetriebnahme am 16. März 2024                   |                |                              |                       |                       |                       |                       | |           |                    |
| Komatsu                                                                                 | 小松           | 402,6                        | ｜                    | ◦                     | ●                     | ◦                     | Hokuriku-Hauptlinie | Komatsu   | Präfektur Ishikawa |
| Kagaonsen                                                                               | 加賀温泉       | 417,2                        | ｜                    | ◦                     | ●                     | ◦                     | Hokuriku-Hauptlinie | Kaga      | Präfektur Ishikawa |
| Awaraonsen                                                                              | 芦原温泉       | 433,4                        | ｜                    | ◦                     | ●                     | ◦                     | Hokuriku-Hauptlinie | Awara     | Präfektur Fukui    |
| Fukui                                                                                   | 福井           | 451,4                        | ｜                    | ●                     | ●                     | ●                     | Katsuyama Eiheiji-Linie, Mikuni Awara-Linie, Fukubu-Linie, Etsumi-hoku-Linie, Hokuriku-Hauptlinie | Fukui     | Präfektur Fukui    |
| Echizen-Takefu                                                                          | 越前たけふ     | 470,4                        | ｜                    | ｜                    | ●                     | ｜                    | | Echizen   | Präfektur Fukui    |
| Tsuruga                                                                                 | 敦賀           | 496,1                        | ｜                    | ●                     | ●                     | ●                     | Hokuriku-Hauptlinie, Obama-Linie | Tsuruga   | Präfektur Fukui    |
| Hokuriku-Shinkansen, 4. Bauabschnitt; in Planung, Inbetriebnahme bis vsl. Frühjahr 2030 |                |                              |                       |                       |                       |                       | |           |                    |
| Obama                                                                                   | 小浜           |                              |                       |                       |                       |                       | Hokuriku-Hauptlinie | Obama     | Präfektur Fukui    |
| Kyōto                                                                                   | 京都           |                              |                       |                       |                       |                       | Tōkaidō-Shinkansen, Tōkaidō-Hauptlinie, San’in-Hauptlinie, Kosei-Linie, Nara-Linie, U-Bahn Kyōto: Karasuma-Linie, Kintetsu: Kyōto-Linie | Kyōto     | Präfektur Kyōto    |
| Matsui-Yamate (Planungsname)                                                            | 松井山手       |                              |                       |                       |                       |                       | Katamachi-Linie | Kyōtanabe | Präfektur Kyōto    |
| Shin-Osaka                                                                              | 新大阪         |                              |                       |                       |                       |                       | Tōkaidō-Shinkansen, Tōkaidō-Hauptlinie, Osaka Higashi-Linie Sanyō-Shinkansen, U-Bahn Osaka: Midōsuji-Linie | Osaka     | Präfektur Osaka    |

## Weitere Planungen
Die Hokuriku-Shinkansen soll in ihrer Endausbaustufe Tokio über Toyama mit Osaka verbinden. Der Streckenabschnitt zwischen Kanazawa und Tsuruga sollte nach ursprünglichen Planungen bis Frühjahr 2026 fertiggestellt werden. Die Genehmigung zum Bau dieses Teilstücks wurde von der japanischen Regierung im Juli 2012 erteilt. Im Januar 2015 kündigte das zweite Abe-Kabinett an, dass der Bau beschleunigt und die Eröffnung bis 2022 erfolgen solle. Im Herbst 2020 wurde bekannt, dass Risse im 5,5-Kilometer-langen Kaga-Tunnel entdeckt wurden, die zu einer Verzögerung der Eröffnung um bis zu ein Jahr führen könnten.
Für den Streckenabschnitt zwischen Tsuruga und Osaka fiel im Dezember 2016 die Trassierungsentscheidung nach Prüfung mehrerer Alternativen auf eine Führung über Obama und Kyōto als vollwertige Shinkansen (sogenannte "Ōbama-Kyōto-Route" (小浜・京都ルート)). Zwischen Kyōto und Osaka ist geplant, die Hokuriku-Shinkansen de facto parallel zur bestehenden Tōkaidō-Shinkansen zu führen, um so Kapazitätsengpässe auf diesem bereits extrem stark belegten Streckenabschnitt zu vermeiden.
Die untersuchten, letztendlich aber verworfenen Alternativführungen waren:
1. Wakasa-Route (若狭ルート): Neubaustrecke auf ganzer Länge über Obama und Maizuru. Diese Variante wäre die kürzeste Verbindung nach Osaka, mit geschätzten Baukosten in Höhe von 1 Billion Yen allerdings auch die teuerste. Bei dieser Route würde die Hokuriku-Shinkansen zudem nicht Kyōto anbinden.
2. Maibara-Route (米原ルート): Neubaustrecke bis Maibara, damit nur etwa 1/3 der Länge der Wakasa-Route. Bei dieser Variante könnten sowohl Kyōto als auch Nagoya gut angebunden werden. Allerdings würde damit die Reisezeit nach Osaka steigen und die Züge der Hokuriku-Shinkansen müssten zwischen Maibara und Osaka die bereits sehr stark ausgelastete Tōkaidō-Shinkansen mitbenutzen.
3. Kosei-Linien-Option (湖西線利用): Bei dieser Variante würden die Züge der Hokuriku-Shinkansen ab Tsuruga bestehende Strecken des konventionellen Eisenbahnnetzes nutzen (insbesondere die Kosei-Linie). Da dieses in Japan 1067 mm Kapspurweite hat, müsste hier der derzeit experimentelle Kikan Kahen Densha zum Einsatz kommen.[15] Diese Variante wäre infrastrukturell die mit Abstand günstigste Variante, allerdings wäre die Höchstgeschwindigkeit auf 160 km/h gedrosselt. Durch die Notwendigkeit des Einsatzes von Zügen mit umspurbaren Fahrwerken könnte zudem dann die Hokuriku-Shinkansen nicht als Ausweichstrecke für die Tōkaidō-Shinkansen dienen.[16]